# P & B
P & B er en svensk dramedyfilm fra 1983 skrevet og instrueret af Hans Alfredson. Filmen har Stellan Skarsgård og Allan Edwall i hovedrollerne.

## Handling
De to mænd, Petterson og Bendel, er begge nedslitte og bankerot. Bendel foreslår, at de laver noget forretning sammen, for nu skal de være rige. Det begynder med en buket violer, men snart har de gang i en masse mere eller mindre lyssky aktiviteter. De både manipulerer, svindler og udnytter smuthuller, der findes.

## Medvirkende (i udvalg)
- Stellan Skarsgård som Pettersson
- Allan Edwall som Bendel
- Lena Nyman som Mia Edling
- Lill Lindfors som Agda
- Björn Gustafson som Nilsson
- Åsa Bjerkerot som Eva Velin
- Tomas Alfredson som Jonas
- Dora Söderberg som fru Larsson
- Lissi Alandh som fru Persson
- Bengt Brunskog som Sander
- Tage Danielsson som tigger
- Hans Alfredson som tigger